# Pico Cão Grande
Pico Cão Grande (Štít velkého psa) je hora v africkém ostrovním státě Svatý Tomáš a Princův ostrov. Má nadmořskou výšku 663 m a převyšuje okolní terén o více než tři sta metrů. Nachází se nedaleko vesnice Vila Clotilde v okrese Caué na jihu ostrova Svatého Tomáše. Má podobu zdaleka viditelné štíhlé skalní věže a vznikla jako magmatická výplň sopečného komína, která odolala erozi.
V roce 1975 se pokusili zdolat Pico Cão Grande portugalští horolezci, na vrchol se pravděpodobně jako první dostala skupina Japonců v roce 1991. V roce 2016 provedli Sergio Almada Berreta a Gareth Leah první výstup po cestě Nubivagant („Procházka v oblacích“) opatřené borháky. Hora je obklopena tropickým deštným lesem, přístup na vrchol komplikují časté mlhy, skála je vlhká a porostlá kluzkým mechem. Vyskytuje se zde také množství jedovatých hadů. V okolí hory byl v roce 2006 vyhlášen národní park Ôbo. 